# Knížky o šašiech
Dílo Knížky o šašiech napsal Tomáš Štítný ze Štítného (asi 1333 – asi 1401). Jedná se o jeden z jeho výchovných traktátů, který pomocí alegorie zobrazuje soudobou společnost. Dnes se pro něj, podle edice Františka Šimka, užívá označení Knížky o hře šachové. Traktát vznikl jako adaptace původního textu dominikánského mnicha Jacoba de Cessolis Solatium ludi scaccorum nazývané také Liber de moribus hominum. Výklad šachové hry použil Štítný jako prostředek pro vyjádření svého názoru na aktuální poměry ve společnosti. Protože se jednalo o alegorický výklad prokládaný různými narážkami, otevřel se zde Štítnému větší prostor pro kritiku společenských poměrů středověké společnosti.

## Společnost zobrazená v díle
Středověká společnost se skládala z trojího lidu, kněží, válečníků a venkovského lidu. Jednalo se o tři vzájemně se doplňující kategorie, které tvořily nerozlučný celek, lidskou společnost. Biskup Adalberon z Laonu popisuje ve své básni společnost jako trojčlennou strukturu, jejíž části existují pospolu, vzájemně si prokazují služby a žádná z nich se neobejde bez těch ostatních. Do dnešní doby se používá Adalberonovo rozdělení feudální společnosti na tři třídy: ty, kdo se modlí, ty, kdo bojují a ty, kdo pracují, latinsky oratores, bellatores a laboratores. V průběhu staletí pak došlo k posunu v tomto trojdílném schématu. Postupem času se vyvinuly tři stavy: duchovenstvo, šlechta a třetí stav. Ten ale netvořili všichni neurození, dokonce ani ne celé měšťanstvo, ale pouze jeho horní vrstvy, takzvaní notáblové. Štítný vycházel z praktického života své doby. Viděl některá její negativa a svým dílem se snažil přispět k jejich nápravě. Vždy se však držel církve a víry, pochybování o víře vůbec nepřipouštěl a kněžského stavu si velmi vážil.
Dílo Knížky o hře šachové lze zařadit mezi takzvaná „zrcadla vladařů“, která se v literatuře objevovala hlavně v 9. a 13. století a která měla za úkol poučit panovníka o tom, jak má správně vládnout ve shodě s Božím záměrem. Panovníky za života Štítného byli Karel IV. a Václav IV. Štítný za šťastného panovníka považoval toho, který ctí Boha, kraluje v bázni Boží a utvrzuje víru. Pán má být vtělením všeho dobrého, má panovat podle práva a bránit své poddané.

## Struktura díla
Na formální stránku literárního díla byl ve středověku kladen často větší důraz než na jeho obsah. Z toho důvodu byla kompozice díla v té době pečlivě promyšlená a do detailu propracovaná. V tomto směru není výjimkou ani Tomáš Štítný. Také jeho spis Knížky o šašiech má promyšlenou logickou stavbu, jak popisuje Jan Gebauer v knize O životě a spiscích Tomáše ze Štítného.
Spis je rozdělen celkem do čtyř částí. První z nich je předmluva, kde autor vysvětluje účel díla a sám popisuje jeho strukturu.
Ve druhé části Štítný vysvětluje původ hry v šachy. Tu podle Štítného vymyslel mudrc v době panování krále N., který byl z pohledu mudrce krutým a nespravedlivým vládcem. Jako důvod jejího vzniku uvádí Štítný mudrcovu snahu udělit králi napomenutí a přitom neupadnout v nemilost. Štítný udává také jméno onoho mudrce, pravděpodobného vynálezce šachové hry, kterým byl Philometer.
Třetí a nejrozsáhlejší část se zaměřuje na šachovnici a jednotlivé figurky. Podrobně popisuje šachovnici i figurky. Vykládá jejich význam a přitom každou figurku připodobňuje určitému stavu soudobé společnosti. Zmiňuje se o králi, kterému věnuje zvlášť velkou pozornost stejně jako královně. Nezanedbává však ani další figurky. Ve střelcích neboli popech vidí kněze a rádce, koně zastupují rytíře, roch neboli věž představuje úředníka a osm pěšců obchodníky, řemeslníky a kriminální živly.
V poslední části Štítný vysvětluje pravidla hry a vzájemné vztahy mezi figurkami opět přirovnává ke vztahům ve společnosti. Popisuje přípustné tahy i rozmístění figurek na šachovnici a jejich význam srovnává s pravidly chování a postavením lidí ve společnosti. V úplném závěru této části, a tedy i celého traktátu, vede Štítný paralelu mezi ukončením hry a Božím řízením osudu člověka.